# Alessandra Guerra
Alessandra Guerra (Udine, 19 luglio 1963) è una politica italiana, presidente della Regione Autonoma Friuli-Venezia Giulia dal 18 luglio 1994 al 7 novembre 1995.

## Biografia
Nasce a Udine il 19 luglio 1963, figlia di uno dei fondatori del Movimento autonomista friulano (MF), frequenta il liceo classico e insegna nelle scuole medie e superiori.
Si laurea in lettere con indirizzo in beni culturali, ottenendo una votazione di 110 con lode e diritto di pubblicazione della tesi di laurea su un architetto lombardo vissuto a cavallo tra il XV e XVI secolo. 
Consegue quindi il diploma di catalogatrice di Beni Culturali presso il Centro regionale (FVG) di Catalogazione e restauro di Villa Manin di Passariano specializzandosi nella catalogazione di beni architettonici.
Dal 1980 al 1984 partecipa alle campagne di scavo archeologico estive condotte dal Centro di Catalogazione di Villa Manin.
Dal 1983 al 1994 ricopre l’incarico di Art Hostess alle Esposizioni temporanee dell’artista internazionale Mario Micossi e lavora come catalogatrice di beni culturali mobili ed immobili sia per il Centro regionale di catalogazione che per alcuni musei della regione Friuli Venezia Giulia.
Nel ‘93 pubblica con il Centro di Catalogazione il libro “Il fiume Stella tra ambiente, Turismo e Cultura”.
In seguito all’impegno politico del padre e soprattutto al fatto che la Lega Nord Friuli è nata e si è sviluppata da una cellula dell’ormai congelato Movimento Friuli, nel ‘93 si avvicina alla Lega Nord, che le propone la candidatura alle elezioni regionali.
Nel 1993 diventa quindi Consigliere regionale e subito dopo Assessore alla cultura, Istruzione, Formazione professionale.
Nel ‘93 viene anche nominata Presidente dell’IRFOP (Istituto regionale di formazione professionale).
Nel 1994 l’Assemblea regionale, con i voti della sola Lega Nord ed il supporto esterno dei partiti centristi, la nomina Presidente della Regione, incarico che mantiene fino al novembre del 1995.
Tra il 1994 e il 1995, per un semestre, è la vice di Pier Luigi Bersani (al tempo Presidente dell'Emilia-Romagna), il quale è anche presidente della Conferenza Stato-Regioni (delle regioni e delle province autonome) e per il successivo semestre ne diviene la Presidente.
In qualità di Presidente della Conferenza Stato-Regioni, è coordinatrice e relatrice del primo progetto di legge in senso federalista proveniente in modo corale da tutte le regioni italiane. Il progetto viene presentato a Caprarola alla presenza dei vertici dello Stato. Prima della Conferenza Stato-Regioni, tenutasi a Caprarola, partecipa con il Presidente Oscar Luigi Scalfaro e insieme a tutti i Presidenti di regione alla cerimonia di inaugurazione della Galleria delle regioni al Quirinale, in omaggio al lavoro costruttivo svolto dalle regioni per la redazione della proposta di federalismo a geometria variabile.
Nel 1996 viene nominata assessore alla Cultura, all’Istruzione, alle Relazioni Internazionali e alle Politiche Comunitarie nella Giunta regionale sostenuta da una maggioranza di centrosinistra e presieduta dal leghista Sergio Cecotti.
A fine anni ‘90 è presidente dell’AICCRE FVG.
Alle elezioni regionali del 1998 è la candidata più votata nella storia della regione Friuli-Venezia Giulia, ma nonostante il risultato elettorale la Lega Nord non chiede la Presidenza della Giunta per lei, perché il difficile dialogo tra Bossi e Berlusconi si chiude con la fuoriuscita della Lega Nord dal primo Governo Berlusconi.
Dal ‘98 al 2001 è presidente della Commissione Attività Produttive e prima firmataria di un numero consistente di leggi e mozioni.
Nel ‘98 Bossi, allora segretario federale della Lega Nord, le dà un incarico politico nominandola “ministro degli esteri della Padania”, (una sorta di “governo ombra”), dove collabora con Roberto Maroni, Manuela del Lago e altri esponenti di spicco della Lega.
Dal giugno 2001 al giugno 2003 la Lega Nord decide di sperimentare proprio in Friuli Venezia Giulia una maggioranza e un governo regionale di centro. Dopo il monocolore forzista presieduto da Roberto Antonione, nasce pertanto la Giunta guidata da Renzo Tondo, il quale la nomina vicepresidente e assessore alla Cultura e Istruzione.
Dal 2001 al 2003 è componente della Commissione Paritetica Stato-Regione autonoma Friuli Venezia Giulia, che si occupa delle norme di attuazione dello statuto di autonomia.
Alle elezioni regionali del 2003 viene candidata alla presidenza dalla Lega Nord e viene inizialmente appoggiata da una maggioranza elettorale composta dalla Lega, Forza Italia, UdC e Alleanza Nazionale. La coalizione però si spezza agli inizi della campagna elettorale (l’ex presidente e poi capogruppo della Lega Nord in Consiglio regionale Sergio Cecotti esce dalla Lega Nord e si candida a sindaco di Udine con una coalizione autonomista e di centro-sinistra; FI si spezza in due esprimendo un suo candidato che poi si ritira; l’ex segretario regionale della Lega si presenta con una propria lista autonomista e a sua volta si ritira). Sul tavolo nazionale erano in gioco a centro-destra anche le presidenze strategiche del Veneto e della Lombardia dove si sarebbe votato nel 2005.
Date le spaccature interne alla maggioranza elettorale, perde le elezioni del 2003 (43,6% contro il 53,16% di Riccardo Illy).
Dal 2003 al 2008 è la presidente del Gruppo consigliere regionale della Lega Nord Padania e prima firmataria di numerose proposte di legge. Su alcune di queste e con il beneplacito di Maroni, inizia a dialogare con il centro-sinistra e in particolare lo fa a proposito di leggi riguardanti le lingue minoritarie, il patrimonio culturale e la Fondazione Aquileia, la legge elettorale regionale con l’introduzione delle quote rosa, diverse leggi e mozioni sulla tutela e salvaguardia della salute, dell’ambiente e dei diritti civili e dell’istituzione dei centri antiviolenza.
In quegli anni avvia la sua collaborazione con Auxilia Onlus e scrive per la rivista che si occupa di diritti civili e cooperazione internazionale “Social News”.
Dal 2005 al 2008 è presidente della Lega Nord Friuli Venezia Giulia e in quanto tale partecipa al Consiglio Federale di Umberto Bossi.
Dopo la malattia e il parziale ritiro di Umberto Bossi, sceglie il gruppo di Roberto Maroni e il suo tentativo di riaprire il dialogo con il centro-sinistra. Maroni le chiede di incontrare Riccardo Illy e di invitarlo a parlare della sua politica federalista e del suo libro (Così perdiamo il Nord) a Vicenza, durante una seduta del “Governo della Padania”, alla presenza anche di Umberto Bossi e di Silvio Berlusconi.
Maroni le chiede inoltre di preparare una relazione sul progetto di euro-regione al quale Illy stava lavorando nell’ambito delle politiche europee e la chiama ad illustrarlo nel corso di una seduta del Parlamento del Nord a Vicenza, dove la Lega decide però di cassare definitivamente il dialogo con il centro-sinistra. Maroni cambia improvvisamente strategia, non la avverte e la lascia sola davanti ad un’assemblea che la ritiene unica colpevole di aver aperto il dialogo con il centro-sinistra.
Per tale ragione esce dal gruppo regionale della Lega Nord Padania e, fino a conclusione della legislatura, aderisce al gruppo dei Verdi e poi ritira la propria candidatura al Parlamento in quanto presentata nella lista della Lega Nord, presso la Corte d'appello di Trieste. Inoltre racconta, con una lettera pubblicata sui quotidiani regionali, le ragioni che l’hanno portata ad abbandonare la Lega e invita i suoi elettori a votare Illy.
A elezioni avvenute, Forza Italia le propone di rientrare in maggioranza e le offre un posto di sottosegretariato, ma lei lo rifiuta.
Nell’aprile 2008 pubblica il libro “Aquileia tra sogno e realtà”.
Nel luglio 2009 si tessera al Partito Democratico e appoggia la mozione di Pier Luigi Bersani alle primarie di quell’anno per poi portare in alcuni circoli del PD lo studio nato dalle sue lezioni sul Federalismo tenute presso la Facoltà di Scienze politiche di Trieste.
Nel 2009 pubblica anche il libro “Guerra & Pace, donne e politica tra violenza e speranza“ (Bonanno Editore) nel quale racconta le difficoltà che affrontano le donne che scelgono di fare politica in Italia.
Dopo l’abbandono della politica attiva, riavvia la sua attività di giornalista, di insegnante e docente anche nelle due università del Friuli-Venezia Giulia, di ricercatrice storico-artistica grazie ad uno studio su alcune opere d’arte del napoletano e di scrittrice.
Dal 2015 fino agli inizi della pandemia, in virtù di un incarico dell’Università di Udine, si occupa di un progetto di cooperazione volto ad istituire università italiane in Egitto e ad avviare la prima collaborazione tra una facoltà italiana di Medicina e un ospedale italiano in Nordafrica. L’Ospedale è l’Umberto I al Cairo e il primo step del programma di cooperazione, prevedeva la creazione di percorsi formativi per medici e paramedici e l’avvio di un progetto di ricerca relativo ad alcune specialità mediche.
Contemporaneamente riavvia i suoi studi sul cristianesimo delle origini in Nordafrica, iniziati negli anni dell’Università e rafforzati dall’Accordo di programma firmato dalla regione Friuli-Venezia Giulia con la biblioteca di Alessandria d’Egitto al tempo della nascita della Fondazione Aquileia.
Nell’autunno del 2017 dichiara di voler partecipare alle elezioni regionali in Friuli-Venezia Giulia come candidata alla presidenza per la Federazione dei Verdi, per portare ancora in Consiglio regionale le istanze ecologiste, ma la raccolta firme propedeutica a tale candidatura non giunge al numero necessario per poter concorrere.
Nel 2021 pubblica “Cattaneo o Bonaparte, una proposta federalista mancata“ (Bonanno Editore), in cui racconta la proposta di federalismo a geometria variabile uscita nel ‘95 dalla Conferenza Stati-Regioni, attualizzandola anche grazie alle lezioni universitarie sul federalismo e alle serate tematiche tenutesi nei circoli del PD. Il libro contestualizza anno dopo anno i progressi federalisti avvenuti in Italia attraverso una comparazione scientifica tra quanto attuato dalla Prima Repubblica e, dal ‘93 ad oggi, dai governi di centro-sinistra e da quelli di centro-destra.
Nell’aprile 2024 aderisce alla lista Pace Terra Dignità di Michele Santoro e si candida alle elezioni europee nella circoscrizione nord-orientale: raccoglie oltre 2.500 preferenze piazzandosi quinta nella lista in tale circoscrizione, ma non viene eletta non essendo stata superata la soglia di sbarramento.